# Pikkelyestorkú remetekolibri
A pikkelyestorkú remetekolibri (Phaethornis eurynome) a madarak osztályának sarlósfecske-alakúak (Apodiformes)  rendjébe és a kolibrifélék (Trochilidae) családjába tartozó faj.

## Rendszerezése
A fajt René Primevère Lesson francia ornitológus írta le 1832-ben, a Trochilus nembe Trochilus eurynome néven.

## Alfajai
- Phaethornis eurynome eurynome (Lesson, 1832)
- Phaethornis eurynome paraguayensis M. Bertoni & W. Bertoni, 1901[2]

## Előfordulása
Dél-Amerika keleti részén, Argentína, Brazília és Paraguay területén honos. Természetes élőhelyei a szubtrópusi vagy trópusi síkvidéki és hegyi esőerdők. Állandó, nem vonuló faj.

## Megjelenése
Testhossza 15 centiméter, a hím testtömege 4,5–6 gramm, a tojóé 4–5 gramm.
|  |  |

## Életmódja
Nektárral és rovarokkal táplálkozik.

## Természetvédelmi helyzete
Az elterjedési területe nagyon nagy, egyedszáma ugyan csökken, de még nem éri el a kritikus szintet. A Természetvédelmi Világszövetség Vörös listáján nem fenyegetett fajként szerepel.